# Kantaridin

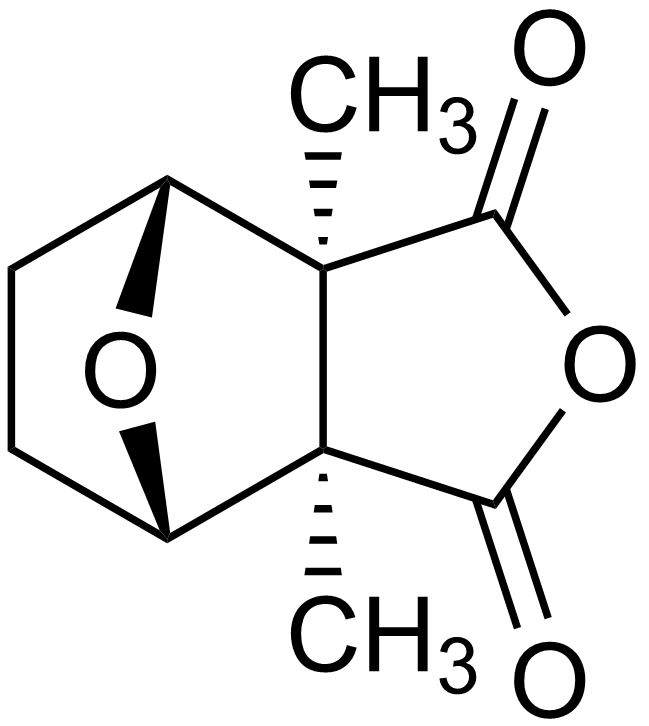
Strukturformel.

Kantaridin är i ren form färglösa, prismatiska kristaller av C10H12O4, som kan extraheras ur spansk fluga med kloroform eller kokande bensen. Kristallerna förflyktigas fullständigt i vanlig rumstemperatur. Lukten är obehaglig och smaken skarpt brännande.
Ämnet är giftigt för människan och många andra djur, men märkligt nog kan igelkotten äta 30 spanskflugor utan att bli skadad. 
Redan 0,1 mg av kantaridin, löst i olja och ingnidet i huden ger blåsor, som efter läkning ger bruna fläckar på huden. Inkommet i kroppen ger kantaridin urinträngning och blodansamling i könsorganen. Härav användningen av spansk fluga som afrodisiakum.
Intaget i större mängder ger kantaridin svåra sjukdomstillstånd i matsmältningsorganen, som till och med kan leda till döden.